# ナースな探偵
『ナースな探偵』（ナースなたんてい）は、1997年から2000年までフジテレビ系「金曜エンタテイメント」で放送されたテレビドラマシリーズ。全3回。主演は高島礼子。
なつき（高島礼子）、真由子（七瀬なつみ）、花絵（さとう珠緒）の三人は総合病院に勤務する看護婦。
彼女たちが院内で起こる事件を解決する物語。
犯人は全作品通して医師と看護婦の2人である。

## キャスト

### 青木総合病院（第1作） → 大神総合病院（第2作） → 藤本総合病院（第3作）
大久保なつき
演 - 高島礼子
主任看護婦。
沼田真由子
演 - 七瀬なつみ
看護婦。なつきの後輩。
近江花絵
演 - さとう珠緒
看護婦。なつきと真由子の後輩。第3作で藤本庸介に求婚される。

### その他
成沢
演 - 今井雅之（第1作・第2作）
城南警察署の刑事。第1作は青木総合病院に入院している。

### ゲスト
第1作「お騒がせ美人ナース3人組を襲う連続殺人鬼!!雨に溶けて消えた死体が復讐か!?夜の病院はいかいする女亡霊…彼女を見た者は必ず死ぬ」（1997年）
- 村上晋平（青木総合病院 心臓専門医） - 渡辺裕之
- 青木辰弥（青木総合病院 院長） - 河原崎建三
- 青木佳菜子（青木の妻） - 星遙子
- 大島慶一（佳菜子の愛人） - 小野進也
- サキタ（青木総合病院 事務長） - 田山涼成
- 大牟田ノリコ（青木総合病院の誤診で必要のない手術を受けた女性） - 大西多摩恵
- 青木総合病院 入院患者 - 小林すすむ
- 樺島（青木総合病院 婦長） - 三谷悦代
- 刑事 - 大橋哲治
- 中島陽典、青木堅治、MINK、森麻衣子、後藤祐里、有福正志、中嶌玲子

第2作「〜幽霊は復讐する〜病院旧館の閉ざされた手術室…扉の向こうに隠された血ぬられた過去とは!?嵐の夜に起こるエリート医師惨殺事件の謎」（1998年）
- 柳沢邦男（大神総合病院 外科医） - 萩原流行
- 長塚（大神総合病院の出入り業者） - 梅垣義明
- 風間しのぶ（大神総合病院 内科医・風間の妻） - 寺田千穂
- 風間尚柾（大神総合病院 医師） - 木下浩之
- 友里（大神総合病院 入院患者） - 菅野美寿紀
- 高橋（大神総合病院 看護婦） - 見方あゆ実
- 平岡真吾（大神総合病院 医師） - 西村和彦
- 中丸忠雄、円城寺あや、小林千晴、中島陽典、小林すすむ、青木堅治、前田憲作、大橋哲治、森順子、森麻衣子、ドン貫太郎、佐々木誠人、岡部務、夏川朋子

第3作「復讐のミイラが美女を襲う！ドタバタナースVS.白衣の切り裂き魔」（2000年）
- 菅田みそぎ（藤本総合病院 手術棟ナース） - 椋木美羽
- 安生健（藤本総合病院 内科病棟入院患者・ホスト） - 小沢和義
- 河合晃一（藤本総合病院 入院患者） - 西角遼太
- 赤城周平（藤本総合病院 顧問弁護士） - 山田明郷
- 藤本泰三（真樹子の実子・行方不明中） - 和田圭市
- 夏川友子（藤本総合病院 看護婦） - 川満美砂
- 河合菊美（晃一の母・ホステス） - 水島かおり
- 影山久作（藤本総合病院 副院長） - 鈴木ヒロミツ
- 藤本真樹子（藤本総合病院 オーナー） - 須長弘子
- 沖野昭彦（刑事） - 伊藤俊人
- 岡原たすく（藤本総合病院 脳外科医・真樹子の甥） - 山下規介
- 藤本庸介（藤本総合病院 医師・真樹子の養子） - 鶴見辰吾

## スタッフ
- 脚本 - 橋本以蔵
- 演出 - 伊藤寿浩
- 看護医療監修 - 石田喜代美
- スタント - ジャパンアクションクラブ
- 技術協力 - バスク
- 美術協力 - フジアール
- 編成企画 - 清水賢治（フジテレビ）、瀧山麻土香（フジテレビ）（第1作）、金井卓也（第3作）
- プロデューサー - 森川真行（第1作・第2作）、川島永次（第1作・第2作）、藤原努（第3作）、石橋晋也（第3作）
- 制作協力（第3作） - ファインエンターテイメント
- 制作 - フジテレビ、ホリプロ（第3作はホリプロ・インプルーブメント・アカデミー名義）

## 放送日程
| 話数 | 放送日         | サブタイトル | 脚本     | 演出     |
| ---- | -------------- | --- | -------- | -------- |
| 1    | 1997年10月31日 | お騒がせ美人ナース3人組を襲う連続殺人鬼!!雨に溶けて消えた死体が復讐か!? 夜の病院はいかいする女亡霊…彼女を見た者は必ず死ぬ    | 橋本以蔵 | 伊藤寿浩 |
| 2    | 1998年10月09日 | 〜幽霊は復讐する〜病院旧館の閉ざされた手術室… 扉の向こうに隠された血ぬられた過去とは!?嵐の夜に起こるエリート医師惨殺事件の謎 | 橋本以蔵 | 伊藤寿浩 |
| 3    | 2000年04月07日 | 復讐のミイラが美女を襲う！ドタバタナースVS.白衣の切り裂き魔                                                                  | 橋本以蔵 | 伊藤寿浩 |